# Kupa na Bălgarija 2023-2024
La Coppa di Bulgaria 2023-2024 , anche nota come Sesame Kupa na Bălgarija 2023-2024 per motivi di sponsorizzazione, è stata la 42ª edizione di questo trofeo, e l'83ª in generale di una coppa nazionale bulgara di calcio, iniziata il 5 settembre 2023 e terminata con la finale del 15 maggio 2024.
Il Ludogorec è la squadra campione in carica, avendo conquistato il trofeo per la terza volta nella sua storia. Il titolo è stato vinto dal Botev Plovdiv, che ha vinto la sua quarta coppa nazionale sconfiggendo in finale il Ludogorec.

## Squadre partecipanti
Alla coppa partecipano 48 squadre:
| Părva liga 2023-2024 | Vtora liga 2023-2024 | Vincitori delle competizioni regionali |
| - Arda Kărdžali - Beroe - Botev Plovdiv - Botev Vraca - CSKA 1948 Sofia - CSKA Sofia - Černo More Varna - Etăr - Hebăr Pazardžik - Krumovgrad - Levski Sofia - Lokomotiv Plovdiv - Lokomotiv Sofia - Ludogorec - Pirin Blagoevgrad - Slavia Sofia | - Bdin - Belasica Petrič - Čern. Balčik - Černomorec Burgas - Dobrudža - Dunav Ruse - Jantra Gabrovo - Liteks Loveč - Marek Dupnica - Marica Plovdiv - Montana - Septemvri Sofia - Spartak Pleven - Spartak Varna - Sportist - Strumska Slava | Zona nord-est - Černolomec Popovo - Fratrija Varna - Septemvri Tervel - Svetkavica Zona nord-ovest - Lokomotiv GO - Lozen Suhindol - Septemvri Glozhene - Sevlievo Zona sud-ovest - Balkan Botevgrad - Kyustendil - Metalurg Pernik - Vihren Sandanski Zona sud-est - Nesebăr - Rozova Dolina - Sayana Haskovo - Spartak Plovdiv |

## Turno preliminare
Il sorteggio si è tenuto il 25 agosto 2023. A questo turno partecipano le 16 squadre vincitrici delle competizioni regionali e le 16 squadre non di riserva della Vtora Liga.
| Squadra 1                | Risultato       | Squadra 2         |
| ------------------------ | --------------- | ----------------- |
| 5 settembre 2023         |                 |                   |
| Kyustendil               | 1 – 1 (2-4 dtr) | Dunav Ruse        |
| 6 settembre 2023         |                 |                   |
| Metalurg Pernik          | 0 – 1           | Čern. Balčik      |
| Rozova Dolina            | 0 – 1           | Bdin              |
| Svetkavica               | 1 – 4           | Liteks Loveč      |
| Vihren Sandanski         | 4 – 3           | Marek Dupnica     |
| 8 settembre 2023         |                 |                   |
| Spartak Varna            | 3 – 1           | Fratrija Varna    |
| 9 settembre 2023         |                 |                   |
| Černolomec Popovo        | 0 – 1           | Dobrudža          |
| Sayana Haskovo           | 0 – 3           | Jantra Gabrovo    |
| Septemvri Glozhene       | 0 – 3           | Spartak Pleven    |
| Septemvri Tervel         | 1 – 0           | Belasica Petrič   |
| 12 settembre 2023        |                 |                   |
| Balkan Botevgrad         | 2 – 1 (dts)     | Montana           |
| Lokomotiv GO             | 1 – 2           | Sportist          |
| Lozen Suhindol           | 0 – 5           | Strumska Slava    |
| Nesebăr                  | 2 – 4           | Septemvri Sofia   |
| 13 settembre 2023        |                 |                   |
| Template:Calcio Sevilevo | 1 – 3           | Černomorec Burgas |
| Spartak Plovdiv          | 0 – 5           | Marica Plovdiv    |

## Primo turno
Il sorteggio per il primo turno si è tenuto il 3 ottobre 2023. Al turno partecipano le 16 squadre vincenti del turno preliminare e le 16 squadre di Părva liga.
| Squadra 1         | Risultato       | Squadra 2         |
| ----------------- | --------------- | ----------------- |
| 14 ottobre 2023   |                 |                   |
| Dobrudža          | 3 – 4 (dts)     | Lokomotiv Plovdiv |
| Septemvri Tervel  | 0 – 4           | Arda Kărdžali     |
| Spartak Pleven    | 0 – 1           | Lokomotiv Sofia   |
| Sportist          | 0 – 1           | Hebăr Pazardžik   |
| Vihren Sandanski  | 0 – 1           | Pirin Blagoevgrad |
| 31 ottobre 2023   |                 |                   |
| Liteks Loveč      | 1 – 0           | Černo More Varna  |
| 1 novembre 2023   |                 |                   |
| Marica Plovdiv    | 0 – 1           | CSKA 1948 Sofia   |
| Septemvri Sofia   | 5 – 5 (3-4 dtr) | Botev Vraca       |
| Spartak Varna     | 1 – 0           | Krumovgrad        |
| 8 novembre 2023   |                 |                   |
| Strumska Slava    | 0 – 3           | Botev Plovdiv     |
| 9 novembre 2023   |                 |                   |
| Čern. Balčik      | 0 – 3           | CSKA Sofia        |
| 18 novembre 2023  |                 |                   |
| Bdin              | 1 – 2 (dts)     | Beroe             |
| Černomorec Burgas | 2 – 3 (dts)     | Etăr              |
| 22 novembre 2023  |                 |                   |
| Balkan Botevgrad  | 0 – 4           | Ludogorec         |
| Dunav Ruse        | 1 – 3           | Levski Sofia      |
| 23 novembre 2023  |                 |                   |
| Jantra Gabrovo    | 1 – 4           | Slavia Sofia      |

## Ottavi di finale
Il sorteggio per gli ottavi di finale si è tenuto il 10 novembre 2023.
| Squadra 1         | Risultato       | Squadra 2         |
| ----------------- | --------------- | ----------------- |
| 18 novembre 2023  |                 |                   |
| Lokomotiv Sofia   | 0 – 0 (1-4 dtr) | Spartak Varna     |
| Pirin Blagoevgrad | 2 – 1 (dts)     | Botev Vraca       |
| 5 dicembre 2023   |                 |                   |
| Arda Kărdžali     | 4 – 1           | Liteks Loveč      |
| Slavia Sofia      | 0 – 1           | CSKA Sofia        |
| 6 dicembre 2023   |                 |                   |
| Hebăr Pazardžik   | 2 – 1           | Levski Sofia      |
| Ludogorec         | 4 – 0           | Lokomotiv Plovdiv |
| 7 dicembre 2023   |                 |                   |
| CSKA 1948 Sofia   | 2 – 1           | Beroe             |
| Etăr              | 2 – 4           | Botev Plovdiv     |

## Quarti di finale
Il sorteggio per i quarti di finale si è tenuto il 15 dicembre 2023.
| Squadra 1        | Risultato | Squadra 2         |
| ---------------- | --------- | ----------------- |
| 27 febbraio 2024 |           |                   |
| Botev Plovdiv    | 2 – 1     | Spartak Varna     |
| 28 febbraio 2024 |           |                   |
| Hebăr Pazardžik  | 2 – 1     | Pirin Blagoevgrad |
| CSKA Sofia       | 1 – 0     | Arda Kărdžali     |
| 29 febbraio 2024 |           |                   |
| Ludogorec        | 3 – 1     | CSKA 1948 Sofia   |

## Semifinali
Il sorteggio per le semifinali si è tenuto il 29 febbraio 2024.
| Squadra 1  | Totale | Squadra 2       | Andata | Ritorno |
| ---------- | ------ | --------------- | ------ | ------- |
| CSKA Sofia | 0 - 3  | Botev Plovdiv   | 0 - 1  | 0 - 2   |
| Ludogorec  | 9 - 0  | Hebăr Pazardžik | 4 - 0  | 5 - 0   |

## Finale
| Arbitro: | Dragomir Draganov |

|                  |           |                                   |
| Duah 8’ Rwan 71’ | Marcatori | 4’ Conte 45’ Sekulić 58’ Emmanuel |